# ویلیام جی. مورگان

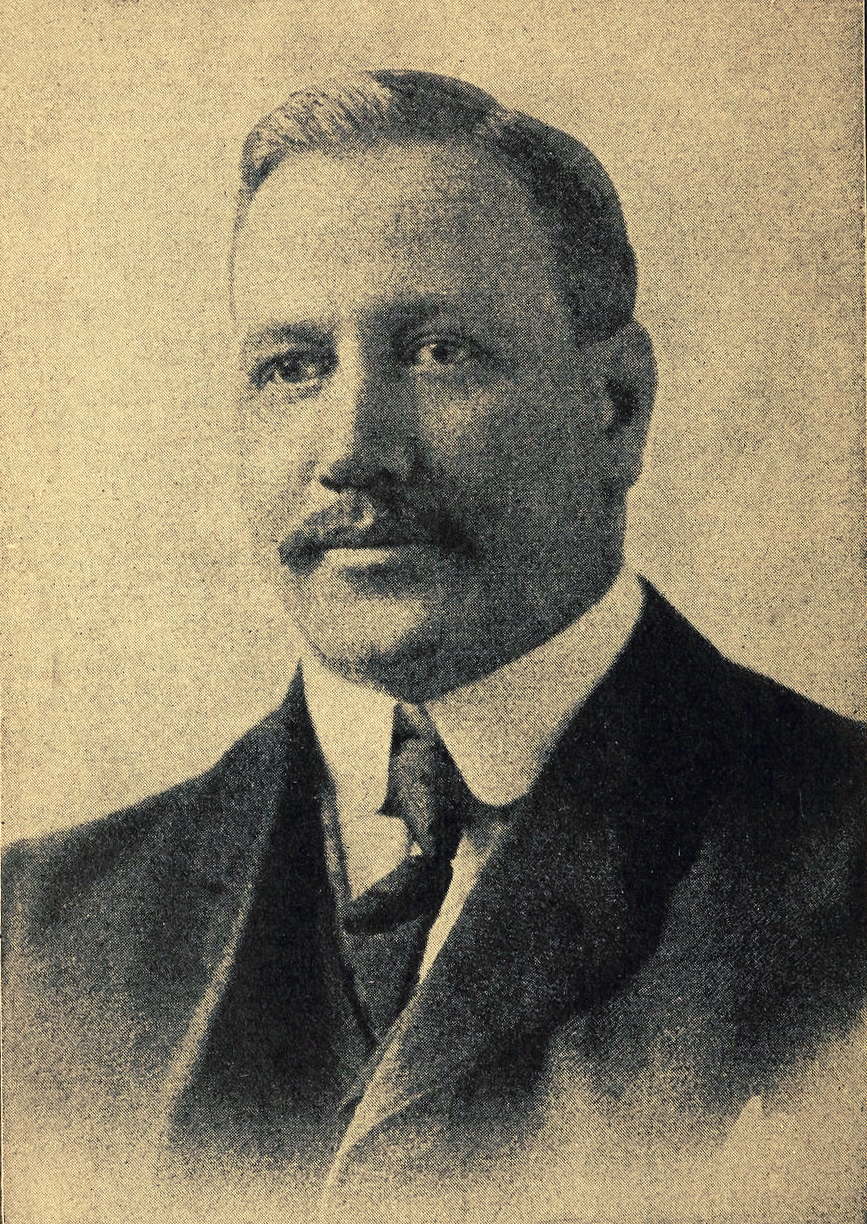
ویلیام جی. مورگان

ویلیام جی. مورگان (به انگلیسی: William G. Morgan)‏ (۲۳ ژانویهٔ ۱۸۷۰ – ۲۷ دسامبر ۱۹۴۲) مخترع ورزش والیبال بود. او در لاک‌پورت ایالات متحده آمریکا به دنیا آمده بود. وی فرزند بزرگ خانواده بود. پدرش جورج هنری مورگان (۱۸۴۱–۱۹۱۵) و مادرش نانسی چیتفیلد (۱۸۴۸–۱۹۳۲) نام داشتند.
مورگان زمانی که در کالج اسپرینگفیلد ماساچوست مشغول تحصیل بود، با جیمز نای‌اسمیت مخترع ورزش بسکتبال دیداری داشت. او همانند نای‌اسمیت، در رشته تربیت بدنی تحصیل می‌نمود و تحت تأثیر ورزش ابداع شده توسط نای‌اسمیت قرار گرفت. او تصمیم به ابداع حالتی گرفت که مناسب برای افراد مسن‌تر و کم‌تر نیاز به حرکت‌های تیمی شدید داشته باشد. ورزش جدید مینتونت (Mintonette) نام گرفت که حداقل اصطکاک میان اعضای دو تیم را داشت. اما در آینده، زمانی که آلفرد اس. هالستد مشغول تماشای این ورزش بود، آن را والیبال نامید که به معنی ضربه و توپ است.
این ورزش در ۹ فوریه ۱۹۵۷ به ثبت رسید.